# Ein Hauch von Frühling
Krug No. 2 – Ein Hauch von Frühling ist ein Studioalbum von Manfred Krug mit der Musik von Günther Fischer aus dem Jahr 1972. Das Album erschien auf dem ostdeutschen Musiklabel Amiga und enthält ausschließlich deutschsprachige Kompositionen in einer Mischung aus Jazz, Schlager und Soul, darunter das bekannte Lied Wenn’s draußen grün wird.

## Hintergrund

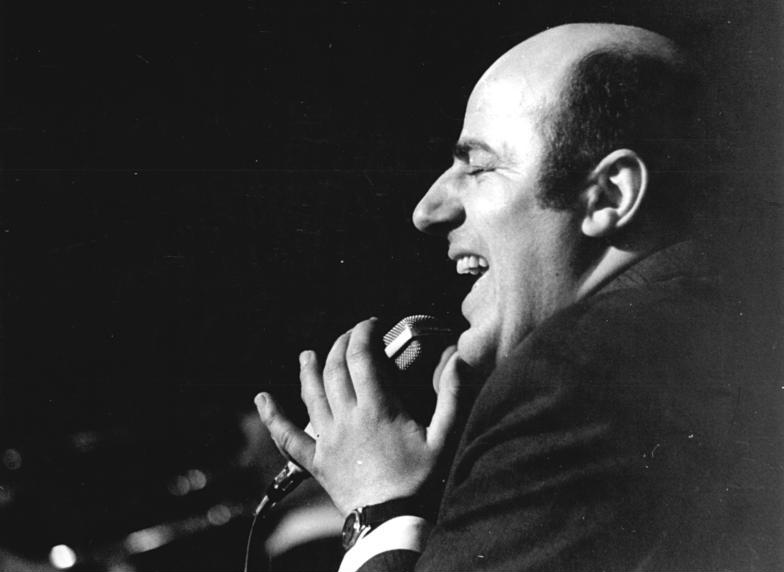
Manfred Krug als Sänger (1972)

Der Schauspieler und Sänger Manfred Krug hatte bereits mehrere Alben aufgenommen, als er 1971 die Zusammenarbeit mit dem 27-jährigen Komponisten Günther Fischer begann. Krug und Fischer kannten sich durch ihre gemeinsamen Jazzkonzerte mit der Klaus-Lenz-Bigband. Nach ihrem ersten gemeinsamen Album Krug No. 1 – Das war nur ein Moment (Amiga 855216) erschien im Jahr darauf mit Krug No. 2 – Ein Hauch von Frühling der Nachfolger. Das beteiligte Team (Musiker, Produzent, Gestalter) von Krug No. 1 und Krug No. 2 ist weitgehend identisch.
Die Melodien des Albums changieren zwischen Jazz, Soul und Schlager. Die zum Teil humorvollen Texte stammen ausnahmslos von Clemens Kerber – ein Pseudonym Krugs – und handeln vorrangig von Liebe, Liebeskummer und Verlassenwerden. Krug selbst schätzt die Musik im auf der Schallplattenhülle abgedruckten Interview mit Isa Karfunkelstein – ebenfalls ein Pseudonym Krugs – wie folgt ein: „Es ist Schlagermusik, Tanzmusik, die Platte wird auf Partys laufen.“
Die fruchtbare Zusammenarbeit zwischen Krug und Fischer wurde auf den Alben Krug No. 3 – Greens (Amiga 855357) und Krug No. 4 – Du bist heute wie neu (Amiga 855451) fortgeführt. Sie fand erst mit Krugs Übersiedlung in die Bundesrepublik im Juni 1977 ihr Ende.

## Gestaltung
Wie schon der Vorläufer Das war nur ein Moment wurde die Plattenhülle von dem DDR-Grafiker Lothar Reher gestaltet. Das Frontcover zeigt Manfred Krug mit Prinz-Heinrich-Mütze inmitten eines überwucherten Holundergebüschs. Auf die Frage von Isa Karfunkelstein, warum das neue Plattencover im Gegensatz zum knallbunten Vorgängeralbum zurückhaltender ausgefallen sei, erwiderte der Gestalter: „Damals gab es viele zurückhaltende Plattentaschen, da wollten wir grell sein, um bemerkt zu werden. Jetzt ist es umgekehrt.“
Wie beim Vorgängeralbum wurden auf der Rückseite der Plattentasche Fotos von den Mitmusikern sowie ein Interview mit Krug, Fischer und Reher abgedruckt; auch hier interviewte sich Krug unter dem Pseudonym Isa Karfunkelstein weitgehend selbst. Die Antworten sind überwiegend humorvoll gehalten. So antwortet der Komponist Günther Fischer auf die Frage, in welcher Abfolge die Lieder entstehen: „Zuerst mache ich eine ganz passable Musik, und Kerber verdirbt sie dann mit seinen Texten.“ Daraufhin entgegnet Texter Clemens Kerber (alias Krug): „Sie hören ja selbst, was das für ’ne Musik ist. Aber ich mache doch immer wieder was draus.“

## Titel

### Seite 1
1. Wenn’s draußen grün wird
2. Laß mich nicht gehn
3. Komm und spiel mit mir
4. Schau nicht hin

### Seite 2
1. Jeder Mann, der dich sah
2. Kalt und weiß
3. Sonntag
4. Danke für den Abend
5. Baden gehn

## Mitwirkende
- Musik: Günther Fischer
- Texte: Clemens Kerber
- Gestaltung und Fotos: Lothar Reher
- Begleittexte: Isa Karfunkelstein (Interviewerin), Manfred Krug, Günther Fischer

## Kritiken
„Eigentlich hätte es diese Platte gar nicht geben dürfen. Mit seiner Mischung aus Humor, Wortdreherei und Nonchalance hat Manfred Krug es 1972 geschafft, ausgerechnet in der DDR die beste deutsche Soul-Platte aller Zeiten aufzunehmen.“

## Rezeption
Viele Titel des Albums gehören zu Krugs beliebtesten Liedern. Einige wurden auf Tribute-Alben wie Manfred Krug seine Lieder (2017) und Das schöne Leben des Herrn K. (2024) von Künstlern wie Stefanie Schrank, Jan Josef Liefers, Paul Pötsch, Ulrich Tukur, Albrecht Schrader oder Jan Plewka neu interpretiert.